# Capokolam
Capokolam é uma organização de caridade registrada no Reino Unido na Charity Commission, operando desde 2015 no leste, centro e norte do Sri Lanka.   A organização oferece programas educacionais para crianças marginalizadas em todas as comunidades que lutam contra as consequências da Guerra Civil do Sri Lanka, do tsunami asiático de 2004 e de questões socioeconômicas endêmicas no Sri Lanka. Parte da sua abordagem é reunir comunidades e voluntários locais e internacionais, e fundir as suas perspectivas culturais e artísticas para reabilitar crianças através da Capoeira. 
A organização trabalha com órfãos e crianças em idade escolar dos orfanatos e programas administrados pela Igreja da Missão Ceilão Americana . 